# Anne Laird
Anne Laird (Edimburgo, 20 de mayo de 1970) es una deportista británica que compitió por Escocia en curling.
Ganó una medalla de plata en el Campeonato Mundial de Curling Femenino de 2010 y una medalla de plata en el Campeonato Europeo de Curling Femenino de 2010.
Participó en los Juegos Olímpicos de Vancouver 2010, ocupando el séptimo lugar en la prueba femenina.

## Palmarés internacional
| Representando a Escocia |                        |                  |        |
| Campeonato Mundial      |                        |                  |        |
| Año                     | Lugar                  | Medalla          | Prueba |
| 2010                    | Swift Current (Canadá) | Medalla de plata | Equipo |
| Campeonato Europeo      |                        |                  |        |
| Año                     | Lugar                  | Medalla          | Prueba |
| 2010                    | Champéry (Suiza)       | Medalla de plata | Equipo |